# Stig Wallgren
Stig Gunnar Harald Wallgren, född 24 juli 1924 i Engelbrekts församling i Stockholm, död 2 september 2003 i Växjö, var en svensk reklamman, träsnidare, kompositör, sångtextförfattare, artist och författare.
Wallgren började uppträda som amatör i Solna 1943. Han skrev revytexter under pseudonymnamnet Wallace. Han ledde och arrangerade Lasse Krantz jubileumsrevy 1951 och han ledde Knäppupps första tältrevyer. Han blev reklamchef för Knäppupp 1952–1962. Därefter arbetade han som reklamchef på AB Svensk Filmindustri och med reklam för AB Svenska Ord. Stig Wallgren var också konstnär till yrket och gjorde träreliefer ofta med en underfundig titel. Wallgren har bland annat gjort altartavlorna i Graninge Stiftsgårds kyrka och i Stockholms Stadsmissions Bullkyrkan i Gamla Stan.

## Regi och manus
- 1957 – Kortknäpp (kortfilm)
- 1965 – SF-journalen säsongen 1964–1965